# 85
85 (LXXXV) var ett normalår som började en lördag i den julianska kalendern.

## Händelser

### Okänt datum
- Dakierna under Decebalus utkämpar två krig mot romarna mellan detta år och 88 eller 89.
- Germania Superior faller till följd av att Trajanus stupar
- Domitianus slår tillbaka en dakisk invasion av Moesia.
- Då Domitianus är avundsjuk på generalen Gnaeus Julius Agricolas framgångar i Britannien återkallar han och förgiftar honom.
- Domitianus utser sig själv till censor på livstid, vilket ger honom rätt att kontrollera senaten. Hans totalitära tendenser gör senatorsaristokratin mycket avogt inställd till honom.
- Kungariket Baekje invaderar utkanterna av kungariket Silla på den koreanska halvön. Kriget fortgår tills ett fredsavtal undertecknas 105.

## Avlidna
- Gnaeus Julius Agricola, romersk general (förgiftad)